# 卡爾帕斯半島

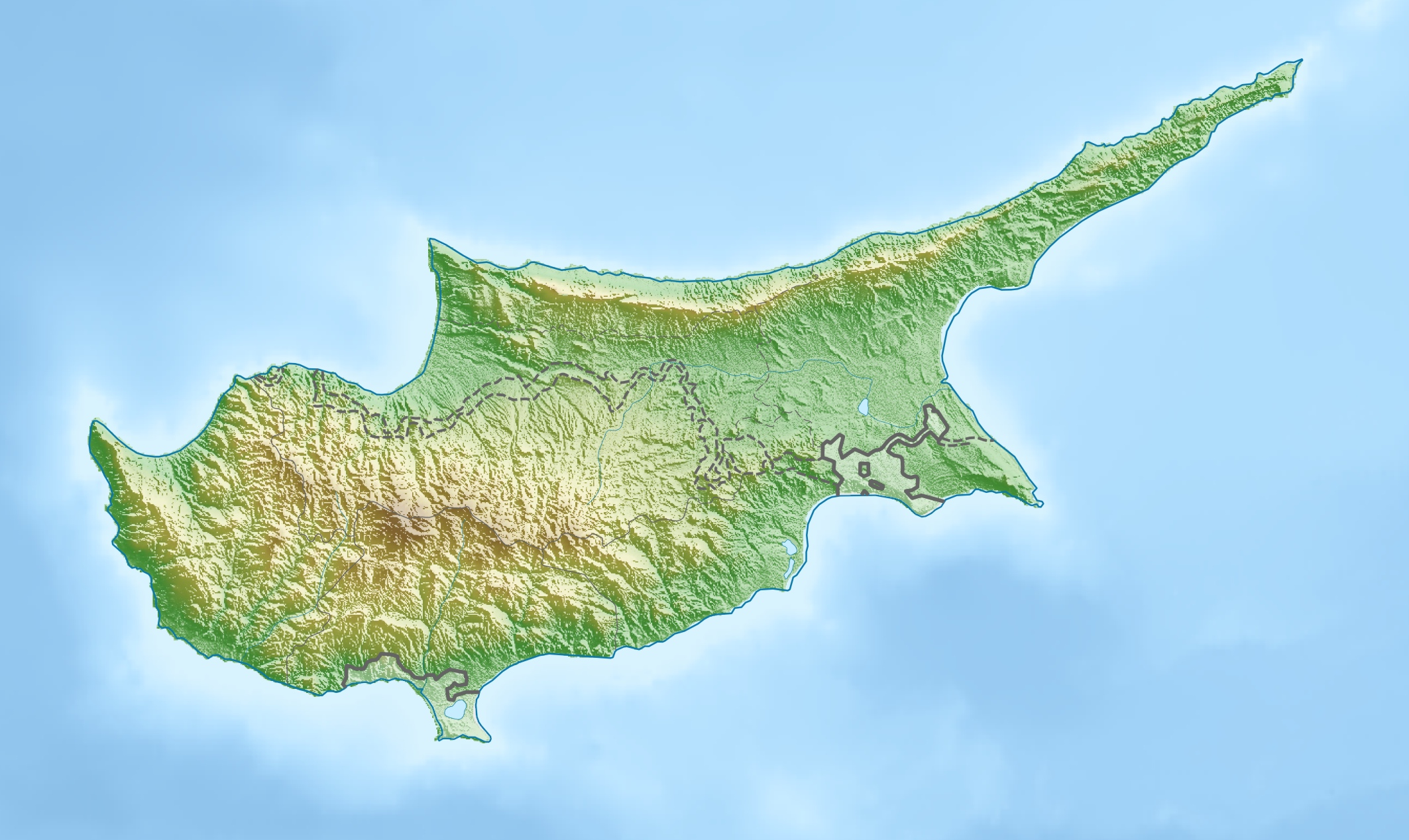

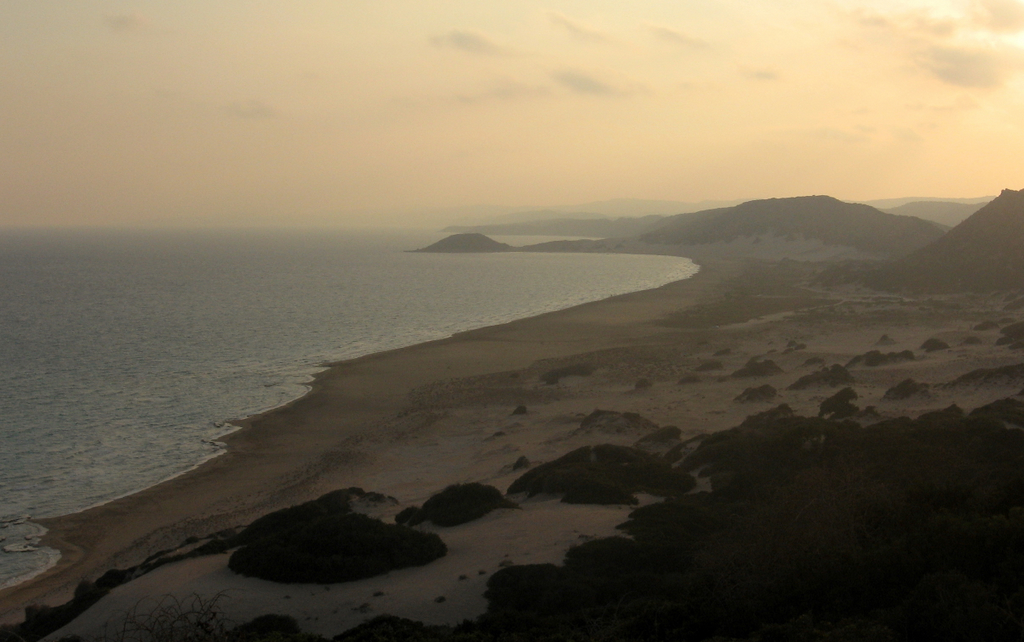

卡爾帕斯半島是塞浦路斯的半島，位於塞浦路斯島東北部，由法馬古斯塔區負責管轄，長80公里、寬10公里，最高點海拔高度364米，主要經濟活動有漁業。

## 外部連結
- Platform "No! fuel terminal in Karpaz"（页面存档备份，存于）

35°31′40″N 34°16′38″E / 35.527756°N 34.277344°E